# 哈斯特爾山
46°35′42″N 8°35′52″E / 46.595095°N 8.597915°E

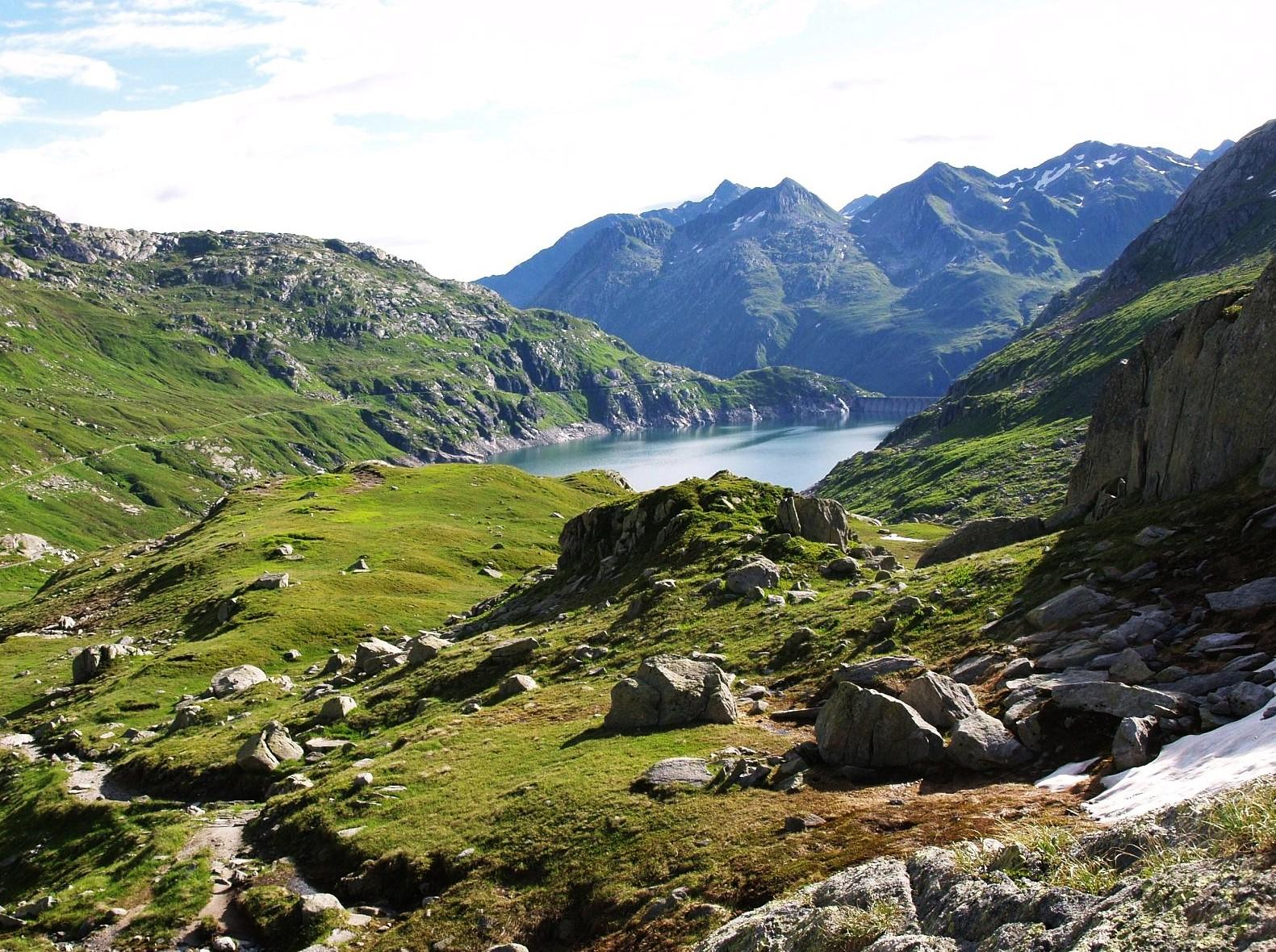

哈斯特爾山（德語：Chastelhorn），是瑞士的山峰，位於該國中部，由烏里州負責管轄，屬於勒蓬廷山的一部分，距離琴特拉萊峰2.3公里，該山峰海拔高度2,973米。